# 和平鸽
和平鸽是和平、友谊、团结和圣洁的象征。

## 历史
根据《圣经》的《创世记》记载：由於上帝对人类的罪行十分不满，決定用洪水毀灭地上一切，只选了挪亚和其家人留在世上。祂吩咐挪亚带同世上一些动物（每种一公一母）躲进方舟，逃避洪水灾难。方舟在水上漂浮了150多天后，挪亚便放出鸽子打探洪水的情況。鸽子回來时，嘴里衔著一片橄榄叶，让挪亚知道洪水已经消退。鸽子因此成为基督教中和平的象征。

## 现代

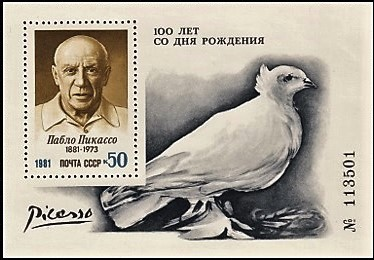
1981年的苏联邮票，描绘了毕加索和1949年的和平鸽

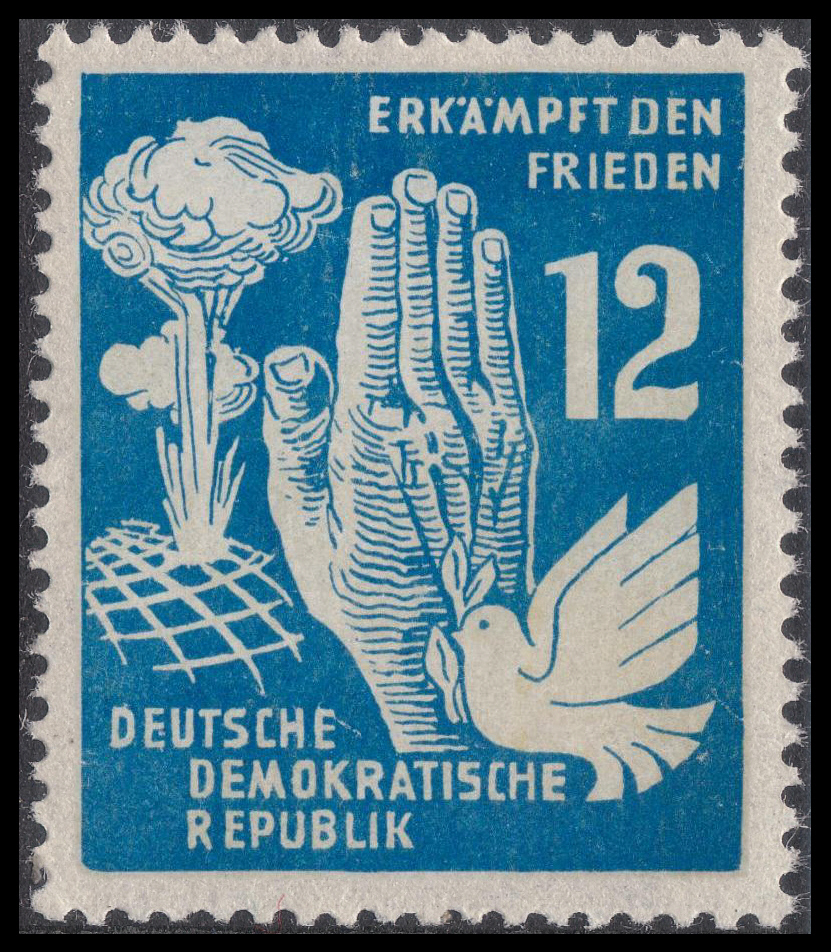
1950年东德的邮票

在1949年4月的巴黎世界和平大会上，毕加索设计并光刻了一只鸽子的轮廓。长期生活在巴黎的毕加索的女儿在世界和平大会开幕当晚出生，毕加索给她取名为Paloma（西班牙语为鸽子）。当年春天，毕加索的鸽子被贴在欧洲城市的墙壁上。随后该符号在世界和平运动的宣传中得到广泛使用，特别是用于世界和平理事会大会的海报。从那以后，和平之鸽一直是和平与和平运动的世界性象征。毕加索本人多次在其他作品中使用了这个图案。
1975年，毕加索的和平鸽被列入联合国国际妇女年的标志。随后，它被联合国的一些机构采用。例如在《关于消除对妇女一切形式歧视的公约》期间，联合国驻黎巴嫩临时部队及联合国妇女署采用了该标志。